# Gruemberger (Mondkrater)
Gruemberger ist ein Einschlagkrater im äußersten Süden der Mondvorderseite, westlich des Kraters Curtius und nordwestlich von Moretus.
Der Kraterrand ist sehr stark erodiert, ein Teil im Nordosten wird überlagert von dem kleineren Krater Cysatus. Das Kraterinnere ist stark zerfurcht.
Gruemberger hate sechs Nebenkrater:
| Buchstabe | Position           | Durchmesser | Link |
| --------- | ------------------ | ----------- | ---- |
| A         | 67,48° S, 12,35° W | 19 km       |      |
| B         | 64,58° S, 9,22° W  | 29 km       |      |
| C         | 65,89° S, 15,52° W | 10 km       |      |
| D         | 68,35° S, 14,89° W | 5 km        |      |
| E         | 63,81° S, 7,48° W  | 8 km        |      |
| F         | 63,03° S, 6,61° W  | 7 km        |      |

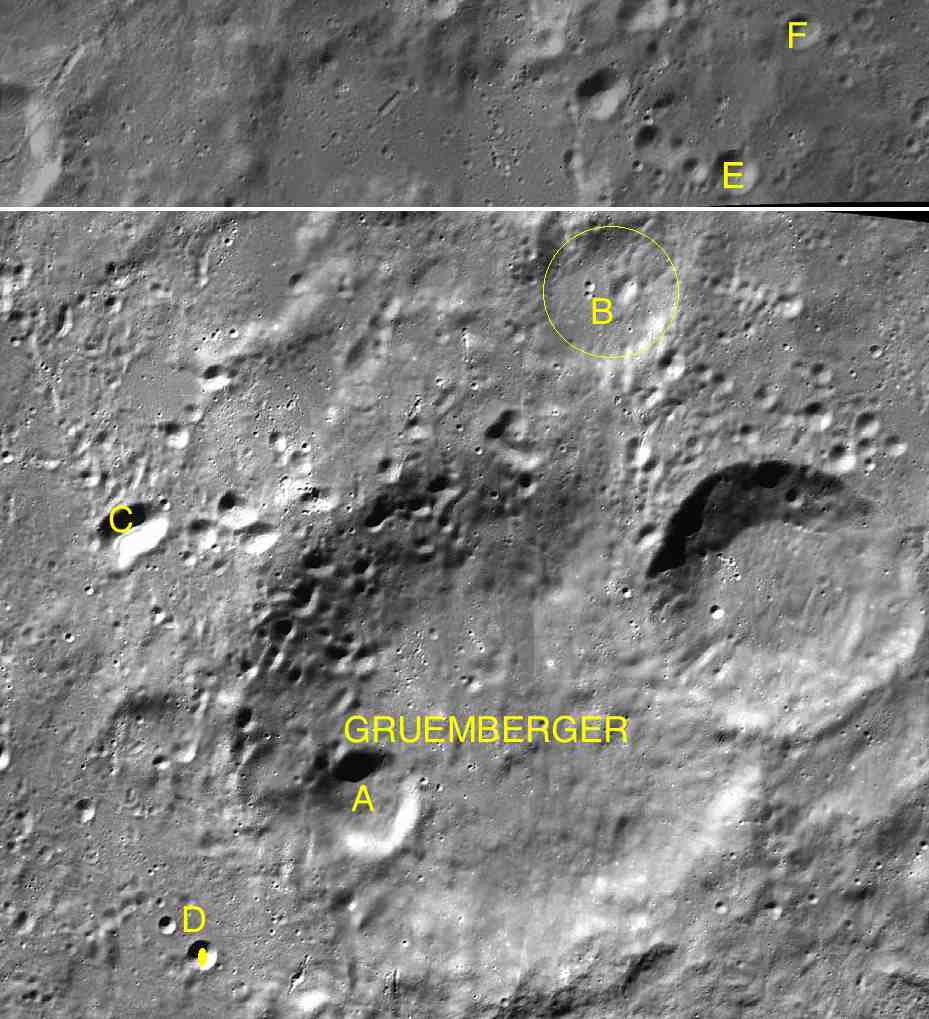
Gruemberger und seine Nebenkrater

Der Krater wurde 1935 von der IAU nach dem deutschen Jesuiten und Astronomen Christoph Grienberger offiziell benannt.